# ایستگاه لورنس
ایستگاه لورنس (انگلیسی: Lawrence station) یک ایستگاه متروی زیرزمینی در خط یک یانگ–یونیورسیتی متروی تورنتو است. در زیر خیابان یانگ در خیابان لورنس، در محله‌های بدفورد پارک، لورنس پارک (تورنتو) و لیتون پارک واقع شده‌است.